# スター48

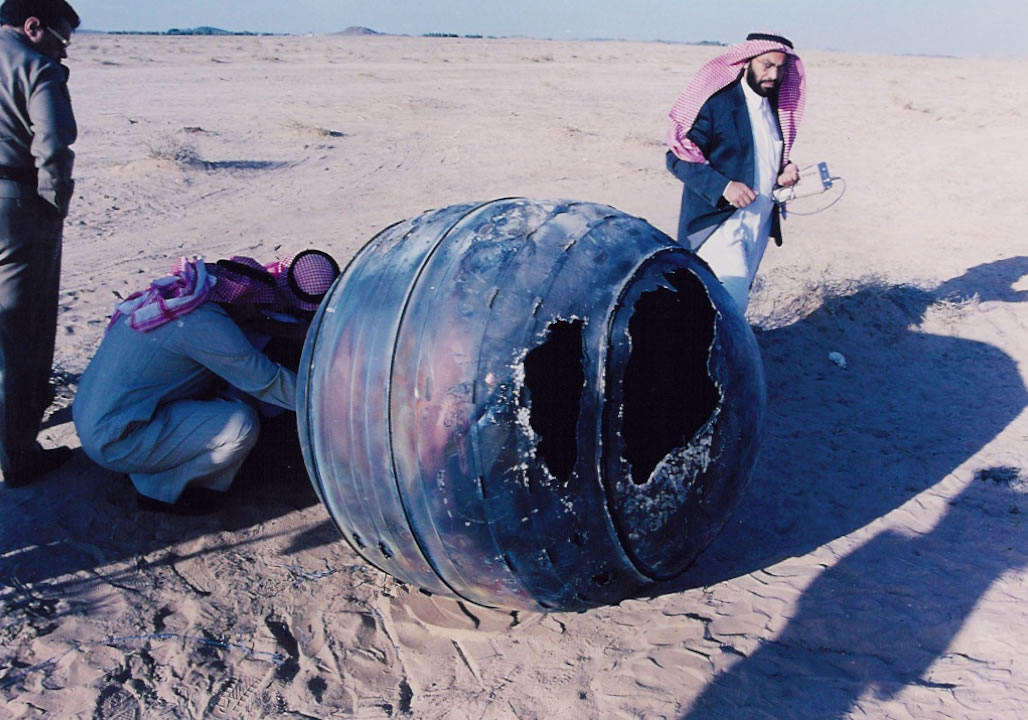
2001年1月に地上に落下したスター48の残骸と現場を調べるサウジの検査官

スター48はニュー・ホライズンズ探査機等、多くの探査機や人工衛星の打ち上げに使用された固体燃料ロケットである。通常は上段ロケットとして使用される。サイオコール（現ATKランチ・システムズ・グループ）開発・生産。
"48"は燃料のおよその直径に由来する。派生型ではこの数字の後に一つかそれ以上の文字や番号(一例として"-2")が社内整理番号の末尾につけられる。サイオコール社内では初期はTE-M-711、後にTE-M-799として分類されていた。接頭辞"T"はサイオコールの略で、続く文字はロケットエンジンを開発した部門を意味している。この場合"E"はElkton,Mdを意味する。なおサイオコールはスター48の他に、スター37やスター40も開発している。

## 運用
スター48が最も一般的に使用された例はスペースシャトルとデルタIIの上段である。他のロケットでも同様に使用されるが頻度は低い。シャトルは低軌道までしか衛星を運べないので、より高い軌道へ衛星を投入するには、スター48を備えるペイロード・アシスト・モジュール (PAM) が使用された。
静止軌道へ投入するためには最終的な運搬手段を必要とするので、このような任務においてはスピン安定式の上段ロケットとしてスター48が使用される。衛星と結合したスター48は、シャトルの貨物室やデルタロケットの頂上部から放出される際に、ターンテーブルを用いておよそ毎分60回転のスピンを与えられる。通常のスター48では、エンジンの燃焼後にヨーヨーデスピン技術を使用して回転を止め、その後衛星を分離する。派生型の"スター48V"は、噴射中に3軸姿勢制御を可能とするための推力偏向ノズルを装備している。スター48Vは、1995年に打ち上げに失敗したコネストガロケットと、ミノタウロスIV+ロケットの上段に使用された（2013年時点で使用例はこの2回のみ）。
アンタレスロケットのオプションとして使用できる3段には、スター48BVが用意される。スター48BVは、デルタIIロケットの3段やPAMで使われたスター48Bに推力偏向式のノズルを採用したタイプである。
スター48エンジンは、ニュー・ホライズンズ探査機の打ち上げに使われたアトラスVロケットの3段目にも使用された。この上段ロケットは探査機を分離した後、探査機本体が木星に到達するより先に、木星軌道に到達した
。2015年には冥王星の軌道と交差して200百万kmまで接近する予定である。
1993年にGPS衛星の打ち上げに使用されたスター48PAMは、2001年1月にサウジアラビアの砂漠に燃え尽きずに落下した。